# レニノゴルスク
座標: 北緯54度36分0秒 東経52度30分0秒 / 北緯54.60000度 東経52.50000度

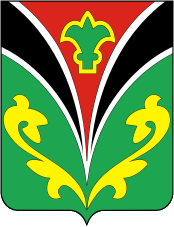
レニノゴルスクの紋章

レニノゴルスク（ロシア語、タタール語: Лениного́рск、ラテン文字表記の例: Leninogorsk）はロシアのタタールスタン共和国南東部にある都市。人口は6万993人（2021年）。共和国の首都カザンからは南東へ322km。
石油資源の埋蔵量が多いブグリマ＝ベレベーイ丘陵に位置し、周囲にはアリメチエフスク、ブグリマ、アズナカエヴォ、バヴルィなどの石油工業都市や古い町が散在する。

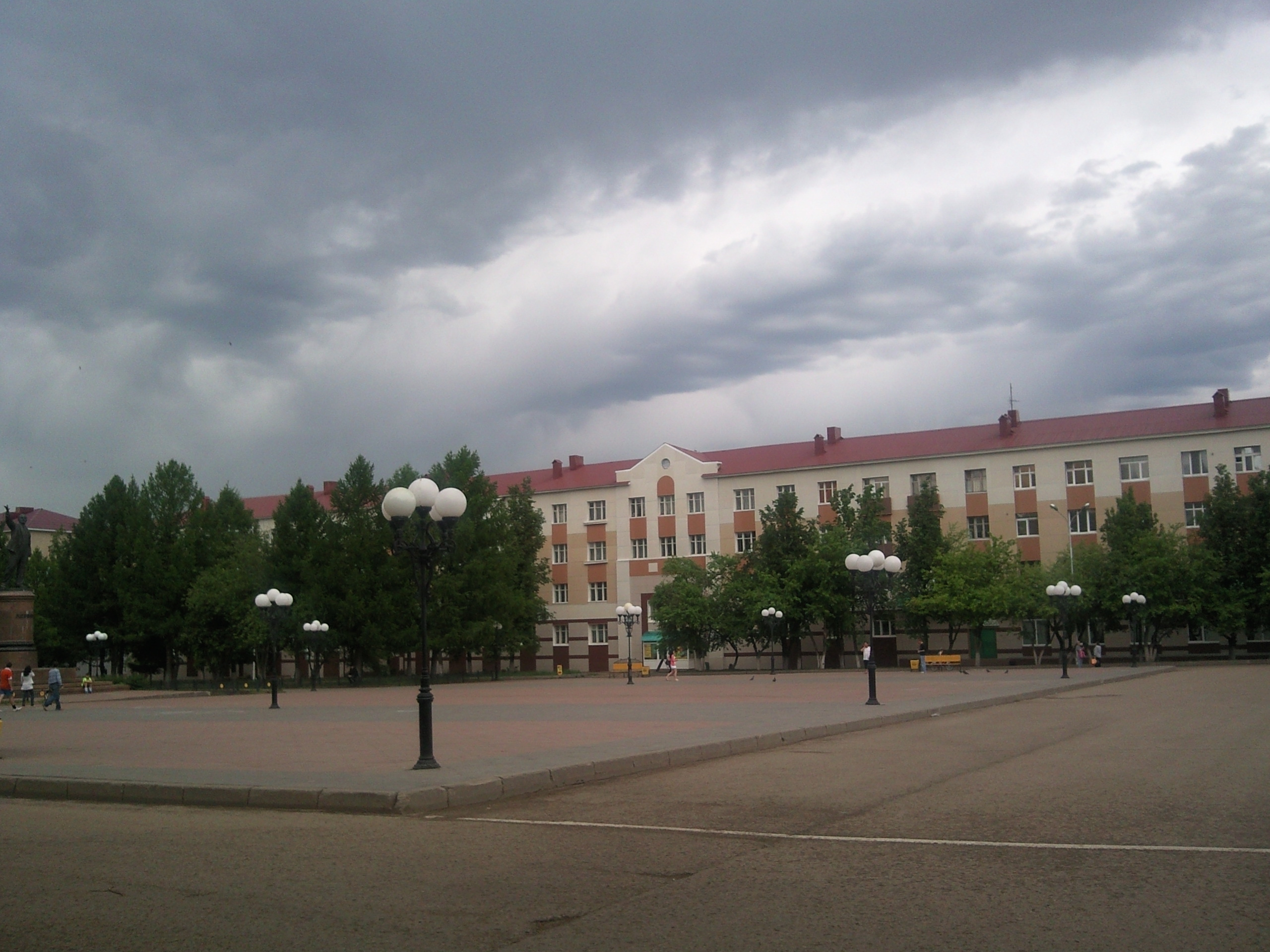
レニノゴルスクの中央広場

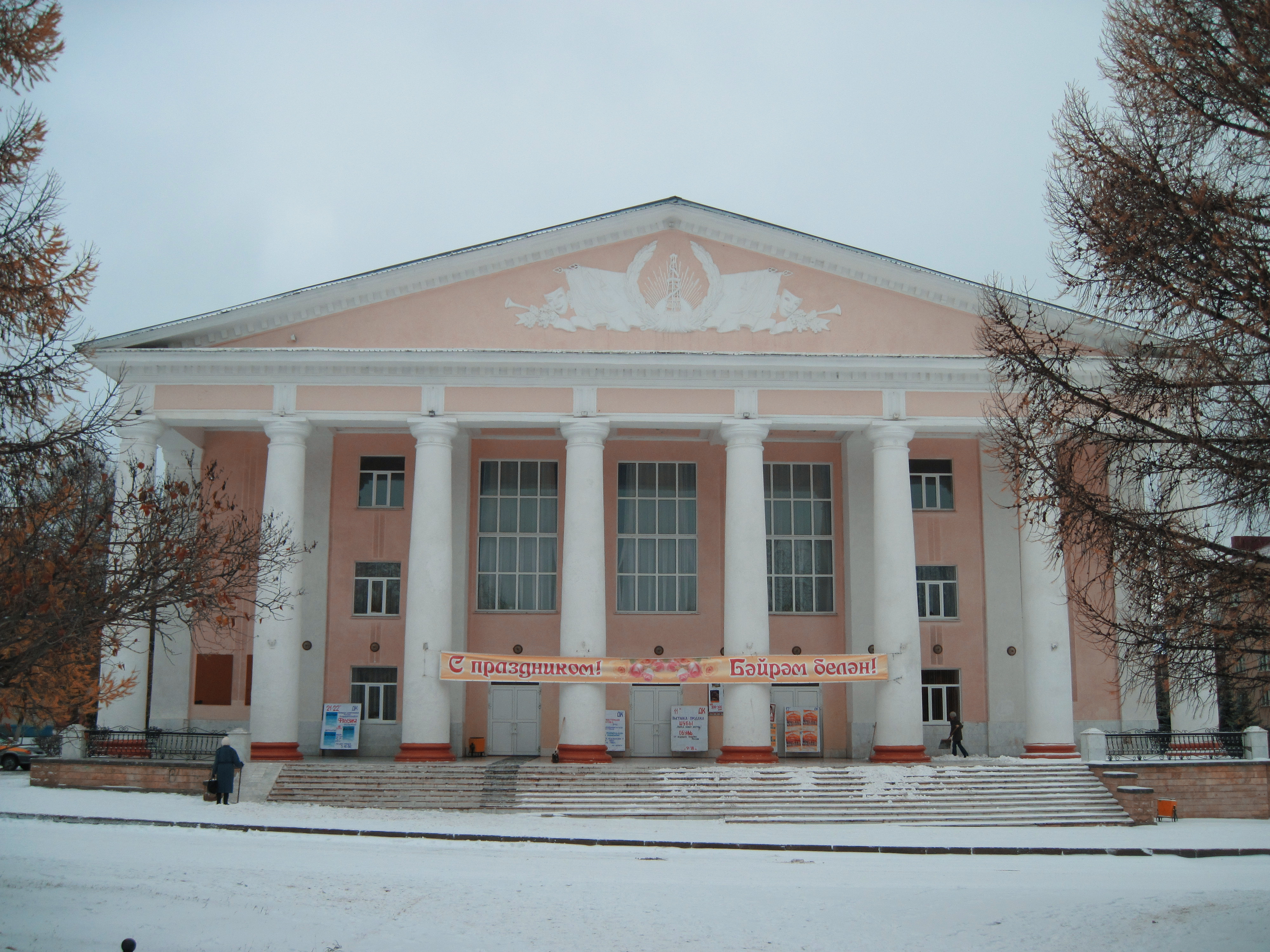
レニノゴルスクの文化宮殿

## 歴史
レニノゴルスクの場所は、1940年代まではノヴァヤ・ピスミャンカ（Новая Письмянка、タタール語で「ピスモ」という村の近くにできた新たな村）という村であり、19世紀ころからの農村であった。1948年に近隣で油田（ロマシキノ油田、ヴォルガ・ウラル地域でも最大の油田）が発見され、石油採掘の労働者集落が建設され始めた。ノヴァヤ・ピスミャンカ労働者集落とノヴァヤ・ピスミャンカ村は共に成長し、1955年には市の地位を得て地区の中心都市になった。新たに市名となったレニノゴルスクはこの地の歴史には関係なく、十月革命の指導者ウラジーミル・レーニンにちなんだものである（ロシア語で「レーニンの山の町」）。

## 経済・交通
今日では、タタールスタンにおける原油採掘と精製の中心的な町である。主な企業は石油会社レニノゴルスクネフチで、その他関連産業や、機械産業、建材業、食品産業なども集まる。アグルィズ＝アクバシュ間の鉄道のピスミャンカ駅が市内にあり、タタールスタンやロシアの他の場所と鉄道でつながっている。